# 7295 Brozovic
7295 Brozovic este un asteroid din centura principală, descoperit pe 22 iulie 1992, de Seiji Ueda și Hiroshi Kaneda.